# Tüßling
Tüßling – gmina targowa w Niemczech, w kraju związkowym Bawaria, w rejencji Górna Bawaria, w regionie Südostoberbayern, w powiecie Altötting. Leży około 5 km na południowy zachód od Altötting, przy linii kolejowej Monachium – Burghausen.

## Polityka
Wójtem gminy jest Heinrich Hollinger z SPD, rada gminy składa się z 16 osób.
|      | CSU | SPD | FW | Razem |
| 2008 | 8   | 4   | 4  | 16    |
| 2002 | 8   | 3   | 3  | 14    |